# Cytheropteron pherozigzag
Cytheropteron pherozigzag is een mosselkreeftjessoort uit de familie van de Cytheruridae. De wetenschappelijke naam van de soort is voor het eerst geldig gepubliceerd in 1986 door Whatley, Ayress & Downing.